# ジョン・レノン対火星人
『ジョン・レノン対火星人』（ジョン・レノンたいかせいじん）は、高橋源一郎の小説。
1983年10月、『野性時代』に掲載された。1985年1月、角川書店より単行本として刊行された。1988年10月、新潮文庫より文庫化された。長らく絶版状態だったが、2004年4月、講談社文芸文庫より刊行された(ISBN 4061983652)。
第24回群像新人文学賞に応募して落選した『すばらしい日本の戦争』を少し書きかえて発表したものである。
暴力的なものに傷つけられ生き残った過激派達、彼らは精神障害者となった。
治療を試みる彼らの悲哀がラジカルな文体を通して描かれる。

## サブタイトル
- 序章 ポルノグラフィー
- 1章 「すばらしい日本の戦争」
- 2章 十九世紀市民小説
- 3章 リアルなものはあらずや?
- 4章 「気のせいですよ、きっと」
- 5章 同志T・O(テータム・オニール)
- 6章 愛のレッスン
レッスン(1)～(35)
- 終章.追憶の一九六〇年代
レッスン(36)～(53)
- エピローグ

## 登場人物
語り手の「わたし」
ポルノ小説家で、パパゲーノと共同生活を営んでいる。出所した「すばらしい日本の戦争」の身柄引き受け人に突如されてしまい、治療に取り組む。
「マザー・グース大戦争」の被告として以前東京拘置所に拘置されていた。
すばらしい日本の戦争
「花キャベツカントリー殺人事件」を起こした「花キャベツカントリー党」のリーダー。
頭の中に死躰が取り付き、常々「深淵」に襲われ、苦しむ。
T・O（テータム・オニール）
愛称ティミィ。熊本大教育学部音楽科中退。トルコ「ハリウッド」の№1ホステス。
「マザー・グース大戦争」の被告として福岡刑務所に拘置されていた。154cm、38kg。「すばらしい日本の戦争」に性交を提供する。
パパゲーノ
「わたし」の共同生活者。
ヘーゲルの大論理学
「わたし」の友人。大阪刑務所付属病院の精神病棟に収容中に「突発性小林秀雄地獄」を発症する。
石野真子ちゃん
トルコ「ハリウッド」のホステスの中では、T・Oの次に「わたし」とうまがあう。
資本論おじいちゃん
元横浜国立大学経済学部長で、性的不能になり、石野真子ちゃんの接客を受ける。

## あらすじ
ポルノ作家の「わたし」は、書いた自分の頭をも、うんざりさせてしまうような作品ばかり書いて暮らしている。そんなある日、「すばらしい日本の戦争」という人物からの葉書が届く。そこにはたくさんの死躰たちが描かれていた。そして、「すばらしい日本の戦争」が突如「わたし」の家にやってくる。彼は事情を全く説明できず、ただ時々死躰のことを口走るのみだ。「わたし」は何とかして彼の頭から死躰を追い出すべくさまざまな手段を試みる。
しかし、一向に効果が上がらないそんな時、「わたし」は、彼に性交を提供することを思い立つ。トルコ「ハリウッド」の№1ホステスであるT・Oの元へ彼を連れて行き、レッスンは始められた。しかし「すばらしい日本の戦争」はいつまで経ってもT・Oに性的欲望を示さない。逆に彼の頭の中の死躰はますます暴れだすようになってしまった。彼の誕生パーティーの最中、発作を起こした彼に、「わたし」は最後の手段を取る。
「わたし」は「すばらしい日本の戦争」に『あなたはきちがいのまねをしているだけ』と通告してしまう。うたたねをした後、「すばらしい日本の戦争」は「僕は治った」と喜びの声を上げるが、「わたし」は、完全に失敗してしまったとうろたえることになった。そして「わたし」たちは「すばらしい日本の戦争」の遺躰を焼く火葬場にいた。

## 『きちがい』という言葉の削除
2004年4月講談社文芸文庫から再刊された際、『きちがい』という言葉が別の単語に置き換えられている。
- 6章 愛のレッスン - レッスン(35)
  - 文芸文庫版 P178 L9

あなたは気が狂ったふりをしているだけです。
  - 新潮文庫版　P.177 L12

あなたはきちがいのまねをしているだけです。

- 終章 追憶の一九六〇年代 - レッスン(38)
  - 文芸文庫版 P.182 L13

ぼくは気が狂ってはいない、
  - 新潮文庫版 P.182 L11

ぼくはきちがいではない、

- - 文芸文庫版 P.183 L1

気が狂っていることより遥かに困難な問題だった。
  - 新潮文庫版 P.182 L13

きちがいであることより遥かに困難な問題だった。

- レッスン(39)
  - 文芸文庫版 P.183 L3

気の狂った人間がタバコを喫(の)むのかどうか
  - 新潮文庫版 P.184 L2

きちがいがタバコを喫むのかどうか
  - 文芸文庫版 P.183 L6

「気が狂ってもタバコは喫むもんです」
  - 新潮文庫版 P.184 L5

「きちがいだってタバコは喫むんです」

巻末には『身体・職業等に関する表現で不適切と思われる箇所がありますが、時代背景と作品価値を考え、そのままにしました』とあり、『きちがい』以外の言葉に対するフォローをしている。

## 作品に登場する人物
| - ジョン・レノン - ブルーノ・ムナーリ - 金子光晴 - 志賀直哉 - 落合恵子 - 小林秀雄 - 本居宣長 - 高村光太郎 - アラン・ロブ＝グリエ - ノーマン・メイラー - 野間宏 - イエス・キリスト - 石野真子 - 中也 | - 中島みゆき - ウラジーミル・レーニン - ヨシフ・スターリン - エリーザベト・シュヴァルツコップ - マリア・カラス - 大島弓子 - サー・チャールズ・レスター - 佐藤正人 - ウィリアム・フリードキン - ハイペリオン - エイプリル・ザ・フィフス - 斎藤茂吉 - 北杜夫 - ベッカリーア |  |